# اغوستين المودوفار
اغوستين المودوفار (بالإسبانية: Agustín Almodóvar)‏ (و. 1955 – م) هو ممثل، ومنتج أفلام، وكاتب سيناريو من إسبانيا. ولد في كالزادا دي كالاترافا.

## التعليم
تعلم في جامعة كمبلوتنسي بمدريد.

## وصلات خارجية
- اغوستين المودوفار على موقع IMDb (الإنجليزية)
- اغوستين المودوفار على موقع قاعدة بيانات الأفلام العربية
- اغوستين المودوفار على موقع ألو سيني (الفرنسية)
- اغوستين المودوفار على موقع أول موفي (الإنجليزية)
- اغوستين المودوفار على موقع قاعدة بيانات الأفلام السويدية (السويدية)
- اغوستين المودوفار على موقع قاعدة بيانات الفيلم (الإنجليزية)
- اغوستين المودوفار على موقع كينوبويسك (الروسية)